# Ниитака (бронепалубен крайцер, 1902)
Ниитака (на японски: 厳島) e бронепалубен крайцер на Императорските ВМС на Япония от едноименния проект, построени по програмата от 1896 г. Участва в Руско-японската и Първата световна война.
Крайцерът получава името си в чест на планината Ниитака на остров Тайван, тогава най-високата планина в Японската империя.

## История на службата

### Руско-японска война
Крайцерът „Ниитака“ влиза в строя преди самото начало на Руско-японската война и е включен в състава на 4-ти боен отряд от 2-ра ескадра на Обединения флот. На 7 февруари 1904 г. крайцерът, в състава на своя отряд, пристига в корейското пристанище Чемулпо, за прикритие на стоварването на подразделенията на сухопътните войски от транспортните кораби. На 9 февруари „Ниитака“ участва в боя с крайцера „Варяг“. По японски официални данни, техните кораби не получават повреди. На 9 март 1904 г. крайцерът взима участие в обстрела на сигналната станция на остров Сан-шан-дао край Порт Артур.
- От април 1904 г. крайцерът действа в Японско море в състава на 2-ра ескадра на Съединения флота против Владивостокския крайцерски отряд.
- На 14 август 1904 г. крайцерът също носи стражева служба, заради това не може да вземе участие в боя в Корейския пролив, но участва в спасяването на моряците от потъналия руски крайцер „Рюрик“.
- От 14 до 22 октомври крайцерът „Ниитака“ подсигурява конвоирането на кораба „Ава мару“, на който от Япония към театъра на военните действия пътува германския принц Карл Хоенцолерн.
- Към май 1905 г. крайцерът е в състава на 3-ти боен отряд.

На 27 май 1905 г., в Цушимското сражение, „Ниитака“ участва в боя с руските крайцери „Олег“, „Аврора“ и „Жемчуг“, а също води огън по плаващата работилница „Камчатка“ и буксирния параход „Русь“, транспортите на руската ескадра и вече тежко повредения броненосец „Князь Суворов“. След излизането от строя на „Касаги“ „Цушима“ и „Отова“ действат в състава на 4-ти боен отряд. В хода на боя крайцерът „Ниитака“ получава едно попадение, убит е един и са ранени трима матроса. В утрото на 28 май „Ниитака“ и „Отова“ се насочват за прехващане на забелязан неприятелски кораб. Това е крайцерът „Светлана“, тежко повреден в дневния бой на 27 май, опитващ се да достигне бреговете на Корея за отстраняване на повредите и прехвърляне на въглища на съпровождащия го миноносец „Быстрый“. В 09.30 руският кораб първи открива огън от кърмовите оръдия. „Отова“ започва стрелбата около 09.45, снарядите на крайцера „Ниитака“ не достигат до противника и до 10.25 той е принуден да преустанови стрелбата. Към 10.30 на „Светлана“ вече бушува пожар и корабът започва да потъва, снарядите за 152 mm оръдия свършват. Около 11.00 руският крайцер потъва. Крайцерът „Ниитака“ няма повреди. Японските кораби не започват спасяване на бедстващите моряци, започвайки преследване на миноносеца „Быстрый“ и по погрешка приетия за руска канонерска лодка норвежки китобоен съд.
Крайцерът „Ниитака“ и миноносеца „Муракумо“ започват преследването на плаващия на пълен ход към Корея миноносец „Быстрый“. Под огъня на японския крайцер и след безрезултатно изстрелване на две торпеда по приближаващия „Муракумо“, руският миноносец се насочва и засяда на близките плитчини. Екипажът му взривява кораба и слиза на брега, опитвайки се да достигне до Владивосток пеша по сушата, но след известно време е пленен от десант, свален от спомагателния крайцер „Касуга Мару“.
Около 16.00 на 28 май „Ниитака“ и „Отова“ се присъединяват към 4-ти отряд и участват в последния морски бой в руско-японската война боя с крайцера „Дмитрий Донски“.
От 12 до 19 юли „Ниитака“ конвоира транспорти с войски в Японско море. Септември се ремонтира в Сасебо.
След руско-японската война крайцерът „Ниитака“ патрулира крайбрежието на Китай, служи и като стационар в Манила.

### Първа световна война[4]
- В началото на войната „Ниитака“ участва в издирването на немските рейдери в Тихия океан. От февруари 1916 г. е в състава на 3-ти флот и участва в патрулирането на източната част на Индийския океан.
- 1917 г. и до края на войната крайцерите „Ниитака“ и „Цушима“, базирани в Кейптаун, подсигуряват безопасността на морските превози в югозападната част на Индийския океан.

### Интервенцията в Русия
От юли до септември 1920 г. „Ниитака“ участва в интервенцията в Русия, подсигурявайки японското присъствие в Петропавловск и охраната на японските рибари на Камчатка.

### Гибел на кораба
От май до септември 1921 г. крайцерът действа в Южнокитайско море. От 1 септември 1921 г. „Ниитака“ е прекласифициран на кораб на бреговата отбрана 2-ри ранг.
През 1922 г. корабът отново е до бреговете на Камчатка за охрана на японските риболовни съдове и демонстрация на сила към установилата се Съветска власт.
На 26 август „Ниитака“ е на котва до бреговете на Камчатка близо до устието на река Озёрная. Командирът на крайцера на лодка слиза на брега на мястото, където през 1904 г. слиза отрядът на лейтенант Гунджи Сигетада (на японски: 郡司成忠) (в рускоезичните източници – Сечу Гундзи). Внезапно налетял тайфун преобръща кораба, след което той потъва с всички хора на борда. Загиват 284 души, в живи остават само 19, които слезат по-рано на брега. По непотвърдени източници, командирът на кораба извършва харакири.
През 1923 г. корпусът на крайцера е взривен на мястото на крушението, за почит към загиналите моряци е поставен бетонен паметник, съхранил се и до наши дни в силно повреден вид.

## Командири кораба
- капитан 2-ри ранг (от 1 декември 1905 г. – капитан 1-ви ранг) Шоджи Йошимото (Shoji, Yoshimoto) – от 28 декември 1903 г. до 20 януари 1905 г[6].
- капитан 1-ви ранг Ямагата Бундзо (Yamagata, Bunzo) – от 20 декември 1905 г. до 30 август 1906 г.[6].
- капитан 1-ви ранг Мияджи Садатоки (Miyaji, Sadatoki) – командва кораба от 30 август до 22 ноември 1906 г.[7].

## Галерия
- В Сасебо, 1918 г.